# Opération Mascot

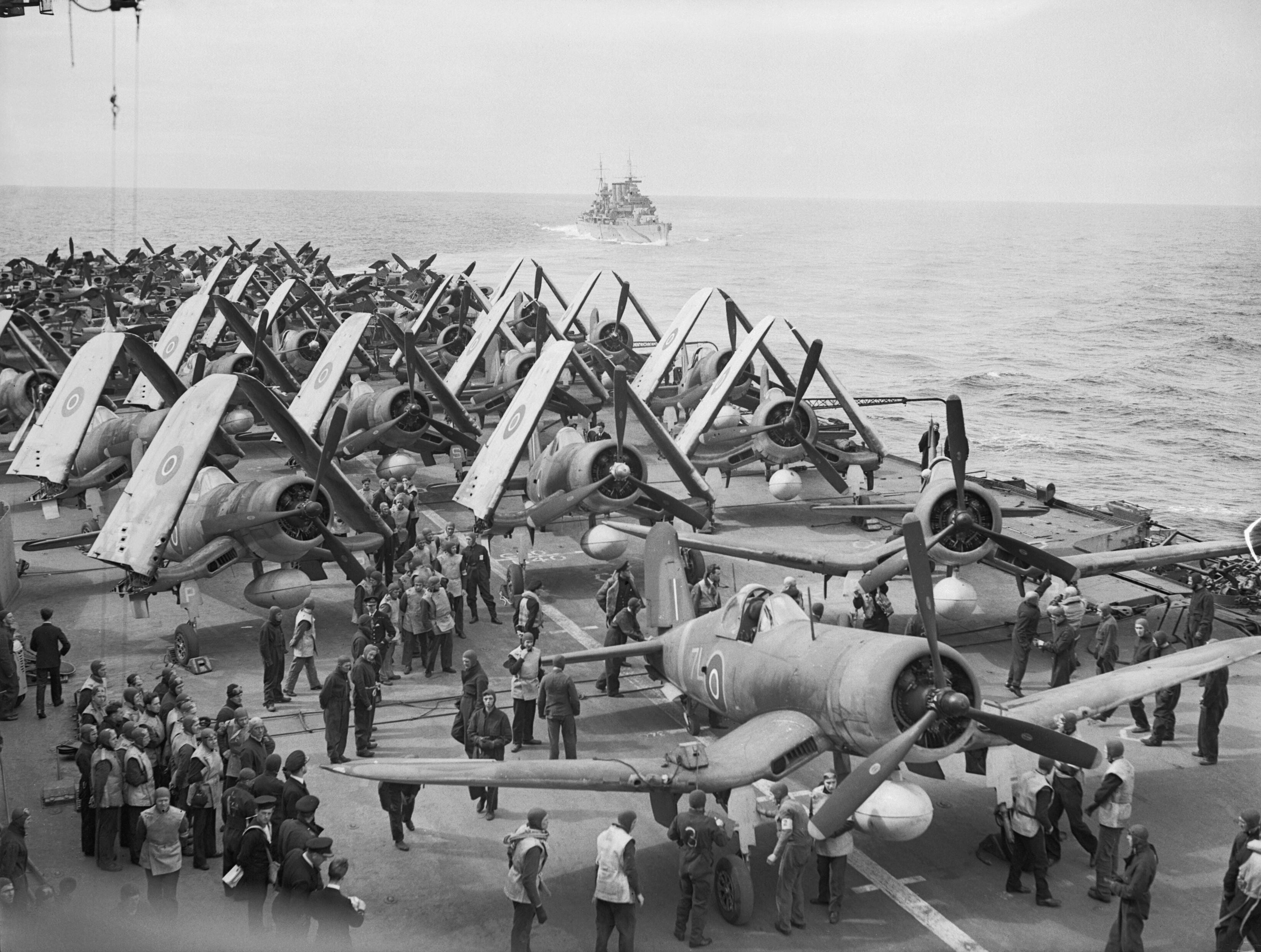
Des avions sur le pont du.

L'opération Mascot est l'une des nombreuses attaques britanniques contre le cuirassé allemand Tirpitz alors qu'il stationnait dans les fjords norvégiens entre avril et août 1944, pendant la Seconde Guerre mondiale.
Menée le 17 juillet 1944 par une quarantaine de bombardiers et une quarantaine de chasseurs à Kåfjorden, l'attaque fait suite à l'opération Tungsten. Peu de dommages sont faits sur le Tirpitz qui, prévenu par les radars, se masque d'un écran de fumée.
Malgré cet échec, plusieurs autres attaques sont menées par la suite.

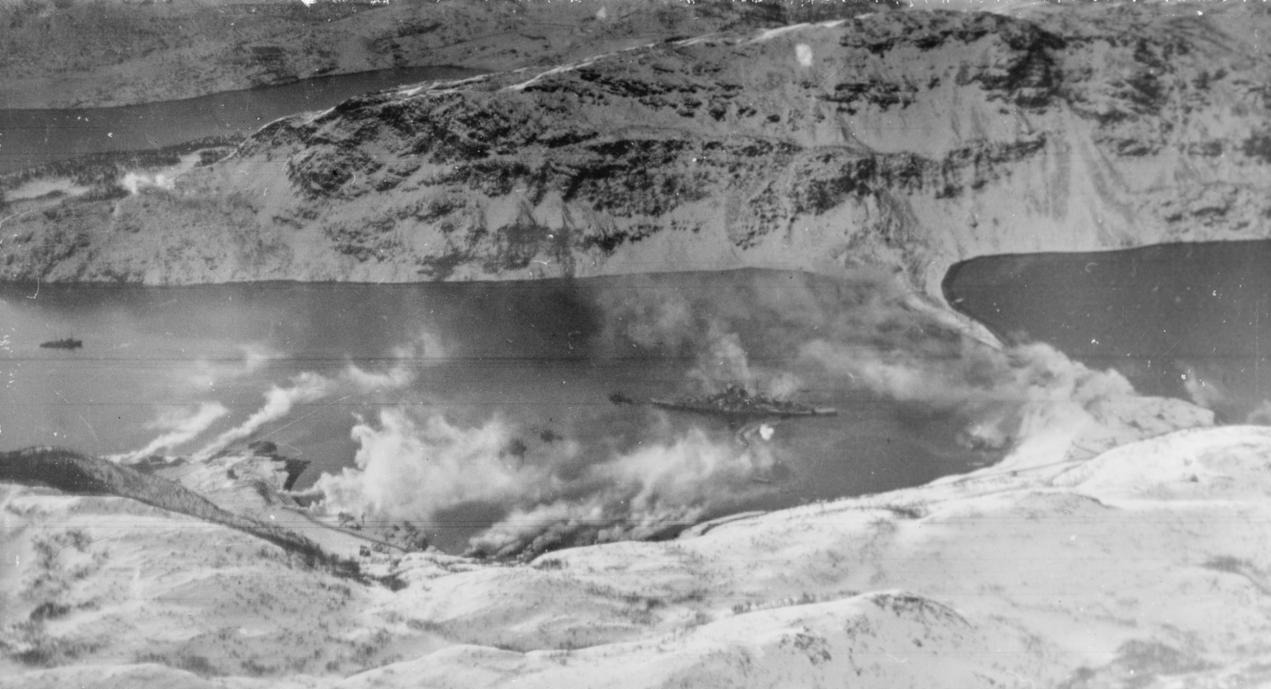
Photographie de reconnaissance du Tirpitz alors que l'écran de fumée s'apprête à cacher le navire.